# Hasbro
Hasbro (аббревиатура от первоначального названия Hassenfeld Brothers) — американская компания по производству игрушек и настольных игр; крупнейшая в мире компания, занимающаяся производством игрушек. Штаб-квартира располагается в городе Потакет, штат Род-Айленд, США; большая часть продукции производится в странах восточной Азии, является владелицей лицензий на производство игрушек по мотивам персонажей студий Nickelodeon, DreamWorks, Disney и Pixar.

## История

### Hassenfeld Brothers
В 1923 году братья Генри, Хиллель и Герман Хассенфельды (англ. Henry, Hillel and Herman Hassenfeld) основали текстильную компанию Hassenfeld Brothers в городе Провиденс (англ. Providence), штат Род-Айленд. В течение следующего месяца компания расширила производство, начав выпуск коробок карандашей и школьных принадлежностей.
В 1940 году Hassenfeld Brothers выпустила свой первый набор игрушек. Это был набор из двух кукол — доктора и медсестры. Одной из первых игрушек, выпущенных Hassenfeld Brothers, был Мистер Картофельная голова (англ. Mr.Potato Head), разработанный Джорджем Лернером (англ. George Lerner) в 1949 году. Выпуск этой игрушки начался в 1952 году. Мистер Картофельная голова имел значительный успех.
В 1964 году Hassenfeld Brothers выпустила линию игрушек нового типа, которые позиционировались как игрушки для мальчиков, которые «не желают играть с куклами». Для этих игрушек ещё не существовало названия, маркетологи компании назвали их экшен-фигурками и объединили общим названием G.I. Joe. Успех линии G.I. Joe вдохновил многих подражателей и сделал производство экшен-фигурок отдельной отраслью индустрии по производству игрушек. В настоящее время существуют компании, производящие только их.

### Hasbro
В 1968 году компания сократила своё название до «Hasbro». Реклама компании того периода включала слоган «Boy Oh Boy! It’s A Hasbro Toy!», который присутствовал в телерекламе и рекламных плакатах компании.
В 1983 году компания анонсировала игрушку My Little Pony, ставшей впоследствии довольно успешным проектом. В 1984 году Hasbro приобретает компанию Milton Bradley Company. Hasbro получила права на игры: настольную игру The Game of Life, игру-ходилку Candy Land, Twister, детскую настольную игру Chutes and Ladders и игру в кости Yahtzee. Также в этом году компания начала выпускать успешные игрушки серии Transformers. В 1985 году игрушки этой серии стали причиной судебного разбирательства, в ходе которого компания судилась с другим производителем игрушек, использовавшим дизайн Transformers, и выиграла процесс.
В 1985 году Hasbro приобрела компанию CBS Toys, а в 1986 компанию Playskool — американского производителя обучающих игрушек и игр, которая в этом же году приобрела у Hasbro права на производство Мистера Картофельная голова.
В 1991 году Hasbro приобрела компанию Parker Brothers — производителя игр и игрушек, выпустившего более 1800 игр и прославившегося созданием одной из наиболее успешных настольных игр — Монополии.
В 1998 году Hasbro приобрела компанию Avalon Hill, заплатив 6 млн долларов, а также компанию tiger electronics с брендом Furby. В 1999 году была приобретена компания Wizards of the Coast, специализирующаяся на издательстве игр в жанрах фэнтези и научная фантастика, и известная такими продуктами, как Magic: The Gathering и Dungeons & Dragons. Сделка была оценена в 325 млн долларов. В настоящий момент Wizards of the Coast является дочерней компанией Hasbro, а Avalon Hill является её частью.
В 2001 году убыточная дочерняя компания Hasbro Interactive, сформированная в 1995 году для производства компьютерных игр, была продана за 100 млн долларов французской компании Infogrames Entertainment.
В настоящий момент Hasbro имеет ряд дочерних компаний, которые выпускают игры под своими брендами и проводят самостоятельные рекламные кампании. Многие игры производства Hasbro стали частью массовой культуры.

## Дочерние компании
Крупнейшей дочерней компанией Hasbro является Kenner (Цинциннати, штат Огайо). Kenner — производитель игрушек, прославившийся такими продуктами как Star Wars, Play-Doh, Super Powers, M.A.S.K., Strawberry Shortcake и Care Bears.
У Hasbro есть собственная мультипликационная студия Hasbro Studios.
На данный момент Hasbro обладает рядом дочерних компаний:
- Avalon Hill
- CBS Toys
- Coleco
- Child Guidance
- Claster Television
- Galoob
- Kenner
- Larami
- Maisto
- Milton Bradley
- Parker Brothers
- Playskool
- Selchow and Righter
- Tiger Electronics
- Tonka
- Wizards of the Coast
- Wrebbit
- TSR, Inc.
- Atari

## Продукция компании
Hasbro принадлежит ряд брендов в области выпуска игрушек. Выпускаемые игрушки предназначены для различных категорий населения. Одни из наиболее известных линий игрушек Hasbro:
- Army Ants
- Battle Beasts
- Cabbage Patch Kids (1989—1994 гг.)
- Easy-Bake Oven
- G.I. Joe
- Jem
- Littlest Pet Shop
- Lincoln Logs
- Lite-Brite
- M.A.S.K.
- Mr. Potato Head
- My Little Pony
- NERF
- Play-Doh
- Pokémon (1998—2005 гг.)
- Power Rangers
- Spirograph
- Star Wars
- Talk 'n Play
- Tinkertoys
- Transformers
- Zoids
- S.P.A.C.E.
- Дженга

Hasbro является одной из старейших компаний, выпускающих настольные игры. Компания выпускает игры под такими брендами как Parker Brothers, Waddingtons, Milton Bradley, Wizards of the Coast и Avalon Hill. Одни из наиболее известных настольных игр Hasbro:
- Axis and Allies
- Battleship
- Candy Land
- Cranium
- Clue (Cluedo)
- Diplomacy
- Dungeons & Dragons (настольная ролевая игра)
- The Game of Life
- Magic: The Gathering (лучшая по продажам игра от Hasbro)
- Duel Masters Trading Card Game
- Монополия (лучшая по продажам настольная игра, вошедшая в Книгу рекордов Гиннесса)
- Ouija
- Pictionary
- Risk
- Scrabble
- Trivial Pursuit
- Mirror-Mirror